# Glanggang (Pakisaji)
Glanggang is een bestuurslaag in het regentschap Malang van de provincie Oost-Java, Indonesië. Glanggang telt 4295 inwoners (volkstelling 2010).